# Шестак Василь Васильович
Васи́ль Васи́льович Шестак (нар. 19 червня 1992 — пом. 28 липня 2014) — солдат Збройних сил України, учасник російсько-української війни.

## Життєпис
Дані про місце народження різняться — чи Соломна, чи Закарпатська область, а з дитинства проживав у селі Соломна Волочиського району Хмельницької області. Закінчив Соломнянську школу, Підволочиський ліцей.
3 липня 2011 року пішов служити за контрактом до лав ЗСУ. Кулеметник БТР 3-ї механізованої роти 1-го механізованого батальйону 30-ї окремої механізованої бригади.
Зник під час боїв у районі висоти Савур-Могила (Шахтарський район, Донецька область). З 28 липня 2014-го не виходив на зв'язок, відомо, що під час обстрілів був поранений у ногу.
15 вересня 2015 року упізнаний за експертизою ДНК серед похованих під Дніпропетровськом невідомих героїв АТО.
Перепохований у селі Соломна.
Без сина лишились батьки.

## Нагороди та вшанування
- 25 листопада 2015 року — за особисту мужність і героїзм, виявлені у захисті державного суверенітету та територіальної цілісності України, вірність військовій присязі під час російсько-української війни, відзначений — нагороджений орденом «За мужність» III ступеня (посмертно).[2]
- Почесний громадянин Волочиського району (посмертно)
- в Підволочиському професійному ліцеї відкрито меморіальну дошку на честь Василя Шестака.